# Pardosa haibeiensis
Pardosa haibeiensis är en spindelart som beskrevs av Yin et al. 1995. Pardosa haibeiensis ingår i släktet Pardosa och familjen vargspindlar. Inga underarter finns listade i Catalogue of Life.